# Bachir Saïfi
Bachir Saïfi est un acteur français, né le 8 juin 1963 à Nanterre[réf. nécessaire], actuellement dans les Hauts-de-Seine.

## Biographie
Bachir Saïfi débute, en 1994, sa carrière de comédien à International Visual Theatre (IVT) au château de Vincennes.

## Filmographie partielle

### Cinéma
- 1997 : Paulo et son frère de Jean-Philippe Labadie (court-métrage)
- 2001 : Le Projet Robinson de Philippe Lepeut (court-métrage)
- 2001 : Courts mais Gay: Tome 1 de divers réalisateurs (segment Paulo et son frère)
- 2010 : L'enfer c'est les autres... de Greg Ruggeri (court-métrage)
- 2010 : Le silence est d'or... de Greg Ruggeri
- 2013 : Avec nos yeux de Marion Aldighieri : lui-même
- 2013 : Les Gamins d'Anthony Marciano : le sourd

## Théâtre
- 2000 : Woyzeck de Georg Büchner, mise en scène de Thierry Roisin
- 2007 : L’Inouï Music-Hall de Serge Hureau
- 2009 : Entre chien et loup de François Guizerix
- 2011 : Héritages, mise en scène d'Emmanuelle Laborit et Estelle Savasta
- 2011 : Traversée, écrite et mise en scène par Estelle Savasta
- 2013 : Une sacrée boucherie de Pierre-Yves Chapalain et Emmanuelle Laborit, mise en scène de Philippe Carbonneaux
- 2013 : Froid dans le dos, mise en scène de lui-même
- 2016 : La Reine Mère, mise en scène d'Emmanuelle Laborit